# Mario Vušković
Mario Vušković (* 16. November 2001 in Split) ist ein kroatischer Fußballspieler. Der Innenverteidiger spielte zuletzt beim Hamburger SV und war kroatischer U21-Nationalspieler. Vušković ist aufgrund von Doping seit dem 15. November 2022 mit einer vierjährigen Trainings- und Spielsperre belegt. Ab Mitte September 2026  steht er wieder beim HSV als Lizenzspieler unter Vertrag.

## Karriere

### Verein

#### Anfänge in Split
Vušković begann seine fußballerische Ausbildung beim RNK Split, bevor er sich im Sommer 2016 der Jugendabteilung von Hajduk Split anschloss. Dort wurde er zur Saison 2018/19 in die Reservemannschaft befördert, welche in der zweithöchsten kroatischen Spielklasse spielte. Am 25. August 2018 debütierte er beim 1:0-Auswärtssieg gegen den NK Dugopolje im Profifußball und erzielte den einzigen Treffer der Partie. Er etablierte sich in der Folge rasch in der Startformation von Hajduk II. In dieser Spielzeit absolvierte er 18 Ligaspiele, in denen er ein Tor erzielte.
Zur Saison 2019/20 wurde er in die erste Mannschaft von Cheftrainer Damir Burić beordert. Am 18. August 2019 bestritt er beim 3:0-Heimsieg gegen den HNK Gorica sein Debüt in der höchsten kroatischen Spielklasse, als er in der 82. Spielminute für Ardian Ismajli eingewechselt wurde. In den nächsten Monaten kam er kaum zum Einsatz, saß aber in Ligaspielen regelmäßig auf der Reservebank. Am 16. Juni 2020 erzielte er bei der 2:3-Heimniederlage gegen den NK Varaždin erstmals ein Tor. In den verbleibenden Partien der Spielzeit galt er als wichtiger Stammspieler und beendete diese mit 10 Ligaeinsätzen, in denen er einen Treffer verbuchen konnte. In der Saison 2020/21 kam Vušković 29-mal in der Liga zum Einsatz, stand 28-mal in der Startelf und erzielte 2 Tore.

#### Hamburger SV
Ende August 2021 wechselte Vušković am letzten Tag der Transferperiode auf Leihbasis bis zum 30. Juni 2023 in die 2. Bundesliga zum Hamburger SV, der sich zudem eine Kaufoption sicherte. Unter Cheftrainer Tim Walter war er hinter Kapitän Sebastian Schonlau und Jonas David zunächst nur Ersatz und wurde vereinzelt eingewechselt. Als sich David im November 2021 verletzte, übernahm Vušković ab dem 14. Spieltag seinen Platz in der Innenverteidigung und behauptete diesen, als David im letzten Spiel vor der Winterpause in den Kader zurückkehrte. Mitte März 2022 einigte sich der HSV mit Hajduk Split auf den Erwerb der Transferrechte, woraufhin der 20-Jährige einen neuen Vertrag mit einer Laufzeit bis zum 30. Juni 2025 unterschrieb. Vušković blieb bis zum Saisonende Stammspieler und kam auf insgesamt 24 Zweitligaeinsätze (22-mal in der Startelf), in denen er ein Tor per direktem Freistoß erzielte. Der HSV erreichte auf dem 3. Platz die Relegation, verlor diese aber gegen Hertha BSC. Vušković kam in beiden Spielen über die volle Spielzeit zum Einsatz.
Auch in der Hinrunde der Saison 2022/23 bildete Vušković mit Schonlau die Innenverteidigung. Er trug in den ersten neun Ligaspielen zu sechs gegentorlosen Partien bei, wofür er als Abwehrspieler vom Kicker-Sportmagazin dreimal in die Elf des Spieltags der 2. Bundesliga gewählt wurde. Er verpasste lediglich im November 2022 den Hinrundenabschluss vor der Winterpause, da die NADA bei ihm im Rahmen einer Trainingskontrolle am 16. September 2022 die Substanz Erythropoetin (EPO) festgestellt hatte. Das DFB-Sportgericht sperrte ihn daraufhin im Rahmen einer einstweiligen Verfügung vorläufig bis zur Entscheidung in der Hauptsache (Trainings- und Spielsperre). Zudem nahm die Staatsanwaltschaft Hamburg Ermittlungen wegen möglichen Verstößen gegen das Anti-Doping-Gesetz auf.
Mitte Dezember 2022 ergab auch die B-Probe ein positives Ergebnis auf körperfremdes Erythropoetin. Im Gerichtsverfahren legten seine Anwälte vier Gutachten vor, die die Probe als negativ interpretierten. Daraufhin ordnete der vorsitzende Richter aufgrund eigener Zweifel am Testergebnis eine C-Probe von einem neutralen Gutachter an. Da der beauftragte Gutachter mit dem Leiter des Labors in Kreischa, das die A- und B-Probe vorgenommen hatte, einer WADA-Arbeitsgruppe angehörte, stellte die Verteidigung einen Befangenheitsantrag, der jedoch abgelehnt wurde. Letztendlich lehnten der Gutachter und die WADA eine C-Probe ab. Am dritten und letzten Verhandlungstag forderte die Verteidigung einen Freispruch, während der DFB-Kontrollausschuss einen Doping-Verstoß als erwiesen ansah.
Ende März 2023 wurde Vušković vom DFB-Sportgericht rückwirkend ab dem 15. November 2022 für zwei Jahre gesperrt (Training und Spiele). Laut Gericht sei das am 16. September 2022 während einer Trainingskontrolle entnommene Urin in Kreischa insgesamt fünf Mal analysiert worden, bei der B-Probe zudem unter der Aufsicht eines vom Spieler und HSV hinzugezogenen Experten. Alle Analysen hätten das Vorliegen eines „zwar geringen, aber dennoch deutlich sichtbaren Befundes“ von körperfremdem EPO ergeben. Die Verteidigung habe den Nachweis eines falschen Doping-Befundes nicht erbringen können. Die von der Spielerseite erhobenen Einwendungen gegen das Analyseverfahren und vor allem gegen dessen Positivergebnis seien letztlich nicht erheblich, um ernsthafte Zweifel an den positiven EPO-Befunden begründen zu können.
Das Gericht milderte die für solche Fälle vorgesehene vierjährige Sperre, da es sich bei Vušković um einen Ersttäter handle und die Menge an EPO nur gering sei, sodass nicht von einem „strukturierten Doping“ ausgegangen werden könne. Beide Seiten legten daraufhin Berufung zum DFB-Bundesgericht ein. Die Verteidigung forderte einen Freispruch, die NADA eine vierjährige Sperre. Der Prozess vor dem Internationalen Sportgerichtshof bestätigte die Verurteilung und erhöhte die Trainings- und Spielsperre auf vier Jahre, da keine mildernden Umstände geltend gemacht werden können und so nach FIFA-Regeln geurteilt werden müsse. Das Schweizer Bundesgericht wies Vuškovićs Beschwerde gegen die vom Internationalen Sportgerichtshof (Cas) verhängte Vierjahressperre zurück. Seine Sperre läuft somit bis zum 14. November 2026.
Das Verfahren vor dem DFB-Bundesgericht war bis zum Urteil des Schweizer Bundesgerichts pausiert worden und wird nun fortgesetzt. Der Fußball-Weltverband teilte dem DFB mit, dass eine verbandsinterne Fortführung des Verfahrens nicht mit internationalen Regelungen vereinbar sei. Auch die Staatsanwaltschaft Hamburg ermittelt strafrechtlich weiter.
Im September 2024 einigte sich Vušković mit dem HSV auf eine Auflösung seines noch bis zum 30. Juni 2025 laufenden Vertrags. Gleichzeitig unterschrieb er einen neuen leistungsbezogenen Lizenzspielervertrag, der ab dem 15. September 2026 gültig ist, wenn er in das Mannschaftstraining zurückkehren darf (zwei Monate vor dem Ende der Sperre). Seit dem Beginn seiner Sperre hält sich Vušković mit Personal Training fit.

### Nationalmannschaft
Vušković spielte im April und Mai 2016 5-mal für die kroatische U15-Nationalmannschaft. Ab Februar 2017 war er in der kroatischen U17-Nationalmannschaft aktiv. Mit ihr nahm er an der U17-Europameisterschaft 2017 im eigenen Land teil, bei der er in einem Gruppenspiel zum Einsatz kam. Für die U17 bestritt er zwischen Februar 2017 und März 2018 sechzehn Länderspiele, in denen ihm 5 Treffer gelangen. Von Oktober 2018 bis Oktober 2020 folgten 11 Länderspiele für die U19, in denen er 2 Tore erzielte. Im November 2019 spielte Vušković zudem einmal für die U20.
Von November 2020 bis September 2022 war Vušković in der U21-Nationalmannschaft aktiv. Mit ihr nahm er an der U21-Europameisterschaft 2021 teil, bei der er in allen 4 Spielen bis zum Viertelfinal-Aus zum Einsatz kam. Er schaffte mit der Mannschaft ebenfalls die Qualifikation für die U21-Europameisterschaft 2023, konnte aufgrund seiner ab Mitte November 2022 laufenden Dopingsperre jedoch nicht mehr eingesetzt werden. Insgesamt lief Vušković 15-mal in der U21 auf und erzielte 2 Tore.

## Familie
Sein Urgroßvater Marko Vušković spielte während des Zweiten Weltkriegs ebenfalls für Hajduk Split. Sein gleichnamiger Großvater (1953–1985) spielte für Hajduk Split, die Go Ahead Eagles Deventer, den SC Heerenveen und den NK Omiš. Er starb 1985 in Omiš bei einem Autounfall. Sein Vater ist Daniel Vušković (* 1981), der für zahlreiche kroatische Vereine aktiv war, u. a. Hajduk Split. Sein Bruder Luka (* 2007) und sein Cousin Moreno Vušković (* 2003) sind ebenfalls Fußballspieler.